# 小倉正史
小倉 正史（おぐら まさし、1934年（昭和9年）5月3日 - 2020年（令和2年）3月1日）は、日本の美術評論家、フランス語翻訳家。国際美術評論家連盟会員。千葉県千葉市出身。1994年にフランス共和国芸術文化勲章シュヴァリエ賞受賞。

## 著書
- 「現代美術 アール・ヌーヴォーからポストモダンまで」（共著、新曜社、1989年)
- 「現代美術を考える」（スタジオスパーク / Kindle版電子書籍、2016年)
- 「アートはどこへ行く？ 小倉正史著作選集」（水声社、2022年）

## 主な訳書
- アンドレ・レスレール『アナキズムの美学』（現代企画室、1994年）
- ブレーズ・ガラン『芸術からの解放』（青弓社、1997年）
- ジャン＝リュック・ナンシー『遠くの都市』（青弓社、2007年）

## 主な企画展
- 大地の魔術師たち（ポンピドゥー・センター、パリ、1989年 企画協力）
- サルキス Zone 展（北関東造形美術館、前橋、1994年）
- 杉本博司展（カナダ大使館ギャラリー、東京、1996年）